# Strupeț, Vrața
Strupeț (în bulgară Струпец) este un sat în comuna Roman, regiunea Vrața,  Bulgaria. 

## Demografie
Componența etnică a satului Strupeț
     Bulgari (79,88%)
     Romi (4,81%)
     Nicio identificare (15,29%)
     Altele (0%)
La recensământul din 2011, populația satului Strupeț era de 353 locuitori. Din punct de vedere etnic, majoritatea locuitorilor (79,88%) erau bulgari, cu o minoritate de romi (4,81%). Pentru 15,29% din locuitori nu este cunoscută apartenența etnică.